# 중국 정교회

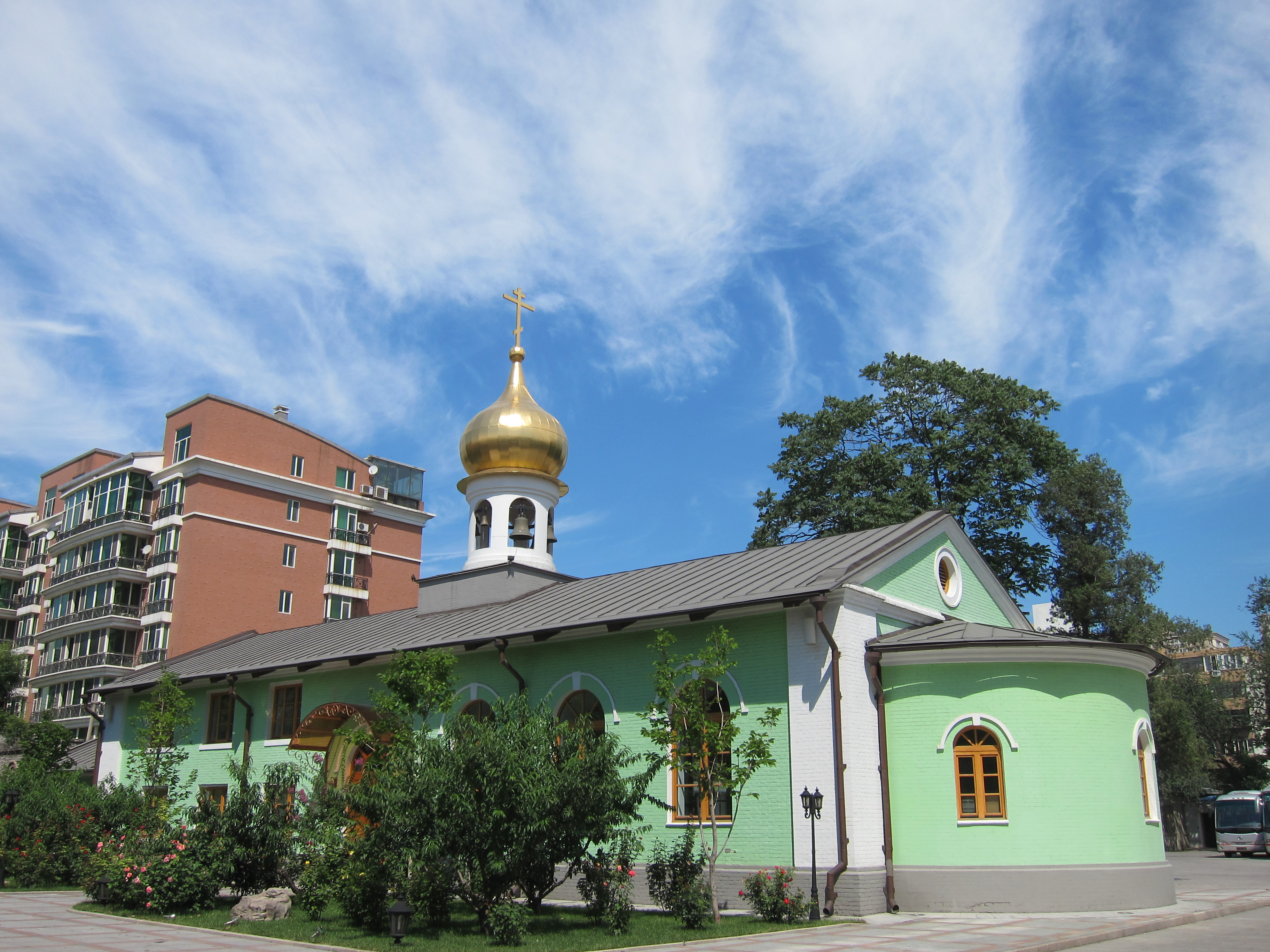

중국 정교회(中國正敎會)는 동방 정교회의 자치 교회 중 하나이다. 1956년 모교회(母敎會)인 러시아 정교회로부터 자치권을 부여받아 자치 교회로서의 지위를 인정 받았다. 하지만 콘스탄티노폴리스 세계총대주교청은 중국 정교회를 자치 교회로 승인하지 않았다.

## 역사

### 러시아의 선교
러시아 정교회의 성직자와 신자 일동이 중국에 들어간 것은 원나라 때이지만, 장기적으로 이어지지는 않았다. 1685년 막심 레온티에프 신부와 신자 31명이 청나라에 들어왔다. 그들은 아무르강 인근 알바진에서 포로로 사로잡혀, 베이징으로 호송되었다. 1685년 강희제는 포로로 사로잡은 러시아 주민들을 청나라로 이주시켰다. 막심 레온티에프 신부는 베이징에 최초의 정교회 성당을 세웠다. 정교회 신앙은 이렇게 시베리아를 통해 중국에 들어갔다.
중국을 대상으로 한 최초의 선교단은 1715년 베이징에서 대수도원장 힐라리온에 의해 결성되었다. 이 선교단에 대한 최초의 기록은 러시아와 청나라 사이에 맺어진 캬흐타 조약(1727년)이다. 사바 블라디슬라비치의 압력을 받은 청나라 조정은 러시아인들이 베이징에 있는 대사관 구역에 정교회 경당을 세울 권리를 인정하였다. 선교단의 역할은 중국인들에게 복음을 전하기보다는 일단 중국에 거주하는 러시아인들을 대상으로 사목하는 것이었으며, 이후에는 외교관으로서의 역할도 수행하게 되었다.
1684년부터 150년 동안 정교회의 교세는 크게 확장되지 못했다. 1860년 베이징에는 청나라로 귀화한 러시아인의 후예까지 포함해서 불과 200명의 신자 밖에 없었다.  그러나 1860년 이후 선교 사업이 다시 활기를 띄기 시작했다. 선교단은 1850년대부터 1860년에 걸쳐 4권의 중국학 연구 서적을 저술했다. 이 분야에서 추바시인 출신인 이아킨프 야코블레비치 비추린과 대수도사제 표트르 이바노비치 카파로브 등 두 명의 수도자가 중국학에 있어서 두각을 드러냈다. 의화단 운동 시기 동안 선교단은 큰 피해를 입었다.

### 의화단 운동과 문화혁명
1898년~1900년 의화단 운동은 외국인 선교사들과 그리스도교로 개종한 중국인들을 공격 대상으로 삼았다. 많은 중국인 정교회 신자들이 이 때 순교하였다. 또한 의화단은 베이징에 있는 선교단의 도서관도 방화하였다. 정교회 전례력에는 매년 6월 24일마다 1900년에 살해당한 메트로파네스 신부를 포함한 222명의 중국 정교회 신자들을 ‘중국의 거룩한 순교자들’로 기념하고 있다. 의화단 운동의 참화에도 불구하고 중국에는 32개의 성당과 6천 명의 신자가 여전히 남아 있었다. 교회는 또한 학교와 고아원을 운영했다.
1949년까지 중국에는 106개의 정교회 성당이 있었다. 주요 교우로는 러시아 난민과 약 1만 명의 중국인 개종자 등이 있었다. 그러나 많은 성당이 문화 혁명 시기에 파괴되었다.

## 오늘날
중화인민공화국 정부는 불교와 도교, 이슬람교, 로마 가톨릭교회(중국천주교애국회 한정), 개신교 등 5개 종교만을 공식적으로 승인하고 있다. 그러나 동방 정교회는 여기에 포함되지 않았다. 중국 정부가 정교회를 승인하지 않은 이유는 러시아 등 다른 나라가 종교를 이용해 정치적으로 중국 내에서 영향력을 행사할 우려가 있다는 이유에서다. 그럼에도 불구하고 중국과 러시아 간에 중국 정교회를 소생시키기 위한 임시 조치를 취하기로 의견을 모았다. 이는 미국의 헤게모니에 대응하기 위해 두 나라 사이에 긴밀한 관계를 구축하려는 노력의 일환으로 보인다.
현재 중국 본토에서 신자들이 성찬예배에 참례할 수 있는 정교회 공동체는 3개 뿐이다. 베이징 공동체는 동즈먼에 있는 주중 러시아 대사관의 성모 안식 성당에서 모임을 가지며, 상하이 공동체는 러시아 영사관에 있다. 그리고 하얼빈의 중보 성당은 현재 중국인들이 정규적으로 성찬예배에 참례할 수 있는 유일한 성당이다.
홍콩에서는 비교적 자유롭게 정교회가 활동하고 있다. 홍콩에는 콘스탄티노폴리스 총대주교청 홍콩-동남아시아 정교회 수도 대교구 산하 성 루카 대성당과 모스크바 총대주교청 산하 러시아 정교회 성당인 성 베드로와 성 바울로 성당이 있다. 또한 대만에도 콘스탄티노폴리스 총대주교청에서 파견한 선교 교회가 있다.

## 같이 보기
- 중국의 기독교
- 러시아 정교회
- 콘스탄티노폴리스 총대주교청
- 홍콩-동남아시아 정교회 수도 대교구